# Mima (Washington)
Mima az Amerikai Egyesült Államok északnyugati részén, Washington állam Thurston megyéjében elhelyezkedő önkormányzat nélküli település.
Mima postahivatala 1893 és 1898 között működött. A település neve egy indián kifejezésből ered, melynek jelentése „egy kicsit tovább” vagy „lefelé”.

## Fordítás
- Ez a szócikk részben vagy egészben  a   Mima, Washington című angol Wikipédia-szócikk ezen változatának fordításán alapul.  Az eredeti cikk szerkesztőit annak laptörténete sorolja fel. Ez a jelzés csupán a megfogalmazás eredetét és a szerzői jogokat jelzi, nem szolgál a cikkben szereplő információk forrásmegjelöléseként.